# Puiggariella disciflora
Puiggariella disciflora là một loài Rêu trong họ Hypnaceae. Loài này được (Geh. & Hampe) Broth. miêu tả khoa học đầu tiên năm 1908.